# Österreichische Fußball-Frauenmeisterschaft 1973/74
Die österreichische Fußball-Frauenmeisterschaft 1973/74 war die zweite Meisterschaft im österreichischen Frauenfußball nach der 35-jährigen Pause zwischen 1938 und 1972. Sie bestand aus der fünften Auflage einer höchsten Spielklasse (Damenliga Ost – 1. Leistungsstufe) und wurde vom Wiener Fußball-Verband veranstaltet. Meister wurde USC Landhaus, der damit seinen ersten Titel gewann.

## Erste Leistungsstufe – Damenliga Ost

### Modus
Jeder spielte gegen jeden zweimal in insgesamt zwei Durchgängen. Ein Sieg wurde mit zwei Punkten belohnt, ein Unentschieden mit einem Zähler.

### Saisonverlauf
Die Liga setzte sich aus sechs Vereinen zusammen, wobei lediglich drei der Vereine auch letzte Saison dabei waren. Auch der Meister von 1972/73, der Favoritner AC, war nicht vertreten.

### Abschlusstabelle
Die Meisterschaft endete mit folgendem Ergebnis:
| Pl.                            | Verein                              | Sp. | S | U | N  | Tore    | Diff. | Punkte |
| ------------------------------ | ----------------------------------- | --- | - | - | -- | ------- | ----- | ------ |
| 1.                             | USC Landhaus (C)                    | 10  | 9 | 0 | 1  | 074:500 | +69   | 18     |
| 2.                             | DFC Ostbahn XI                      | 10  | 8 | 1 | 1  | 066:100 | +56   | 17     |
| 3.                             | SV Kagran                           | 10  | 4 | 2 | 4  | 021:240 | −3    | 10     |
| 4.                             | SV Enzesfeld-Hirtenberg (N)         | 10  | 4 | 2 | 4  | 017:280 | −11   | 10     |
| 5.                             | SG USC Halbturn/SC Breitenbrunn (N) | 10  | 2 | 1 | 7  | 013:290 | −16   | 05     |
| 6.                             | SV Stetteldorf (N)                  | 10  | 0 | 0 | 10 | 004:990 | −95   | 0      |
| Stand: Endstand. Quelle: RSSSF |                                     |     |   |   |    |         |       |        |

| (M) | Österreichischer Fußball-Frauenmeister 1972/73 |
| (C) | ÖFB-Ladies-Cup-Sieger 1972/73                  |
| (N) | Neuaufsteiger der Saison 1972/73               |

Aufsteiger:
- Burgenland: keiner
- Niederösterreich: SC Hainfeld
- Wien: KSV Ankerbrot Wien, SV Pauker Wien